# Милюково (Смоленская область)
Милюково — деревня в Новодугинском районе Смоленской области России. В 240 км от Москвы по автомобильной дороге.
- Входит в состав Тесовского сельского поселения.
- Население — 7 жителей (на 2007 год).

## Географическое положение
Расположена в северо-восточной части области в 12 км к северо-востоку от Новодугина, в 17 км восточнее автодороги Р134 «Старая Смоленская дорога» Смоленск — Дорогобуж — Вязьма — Зубцов, на берегу реки Касня.
В 13 км юго-западнее деревни расположена железнодорожная станция Новодугино на линии Вязьма — Ржев.

## История
До XV века называлось село Никольское, по названию церкви — храм Николая Чудотворца.
Получило название в честь полковника Милюкова сражавшегося здесь в годы Русско-Литовской войны.
В 1761 г. была сооружена новая церковь Николая Чудотворца, в 1790 г. к ней была пристроена пятиярусная колокольня. Сочетает в себе элементы барокко и классицизма.
В годы Великой Отечественной войны село было оккупировано гитлеровскими войсками в октябре 1941 года, освобождена в марте 1943 года.

## Известные уроженцы

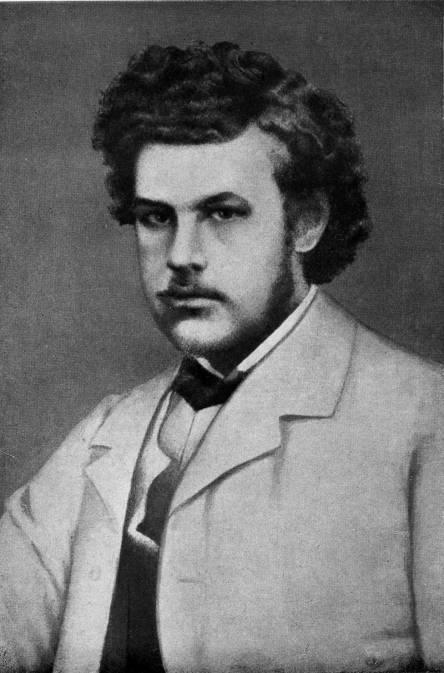
В. В. Докучаев, 1860

В селе в 1846 году родился Василий Васильевич Докучаев (1 марта 1846 — 8 ноября 1903) — геолог и почвовед, основатель русской школы почвоведения и географии почв. Он часто приезжал к себе на родину на каникулах во время обучения на Физико-математическом факультете Санкт-Петербургского университета, и для проведения геологических исследований.
В настоящее время храм Николая Чудотворца, где служил отец В. В. Докучаева находится в руинах.